# Morro Peixe
Morro Peixe est une localité de Sao Tomé-et-Principe située sur la côte nord de l'île de São Tomé, dans le district de Lobata. C'est un lieu privilégié pour l'étude et l'observation des tortues marines.

## Géographie
L'arrière-pays de ce village côtier est celui de la savane herbacée qui caractérise le nord du pays, plus sec.

### Climat
Morro Peixe est doté un climat tropical de type As selon la classification de Köppen. Il y pleut surtout en hiver, relativement peu en été. La température moyenne annuelle est de 25,3 °C.

### Population
En 2016 Morro Peixe comptait 195 habitants. La plupart vivent, difficilement, de la pêche et de cultures vivrières.

Constructions en bois.
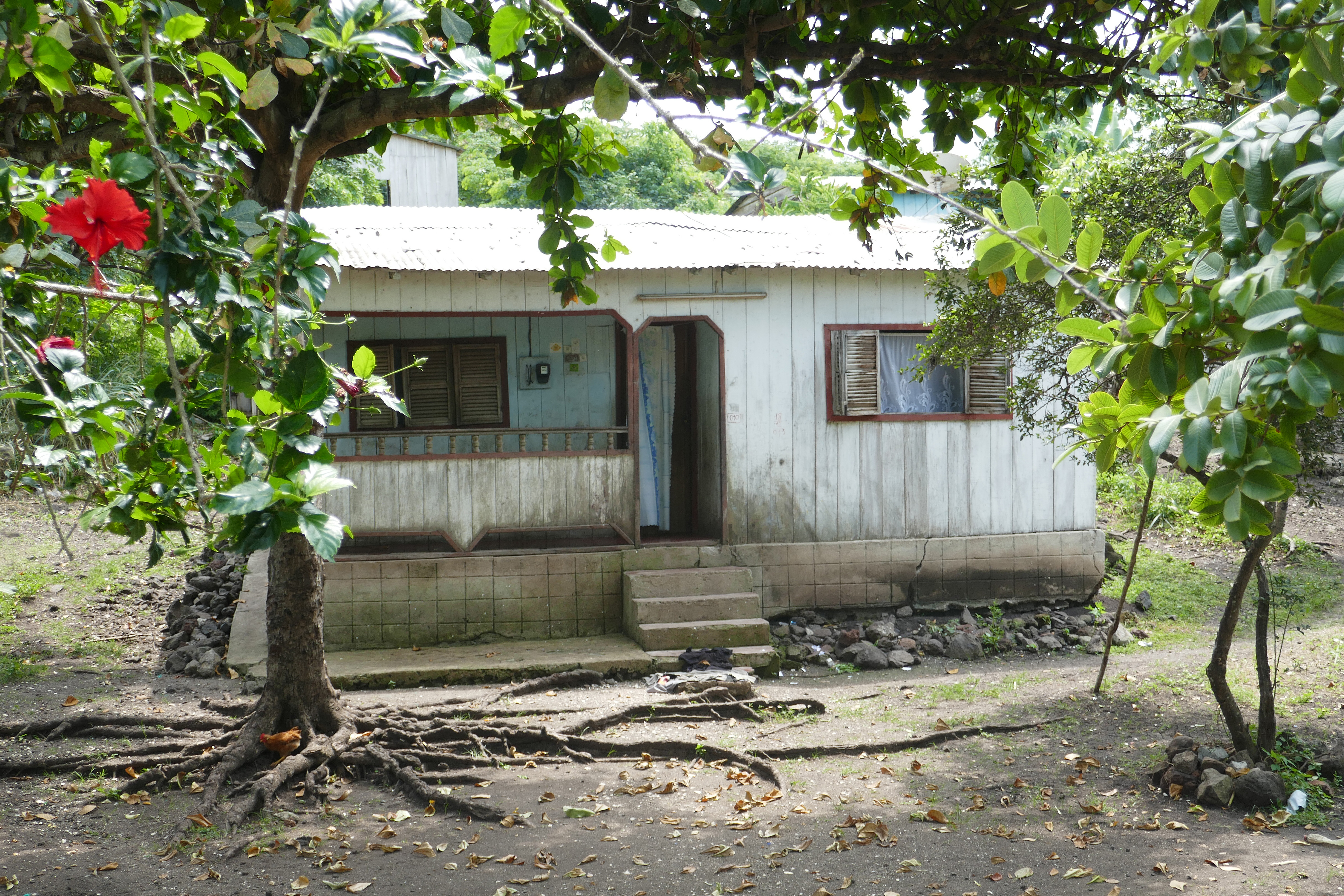
Maison particulière.
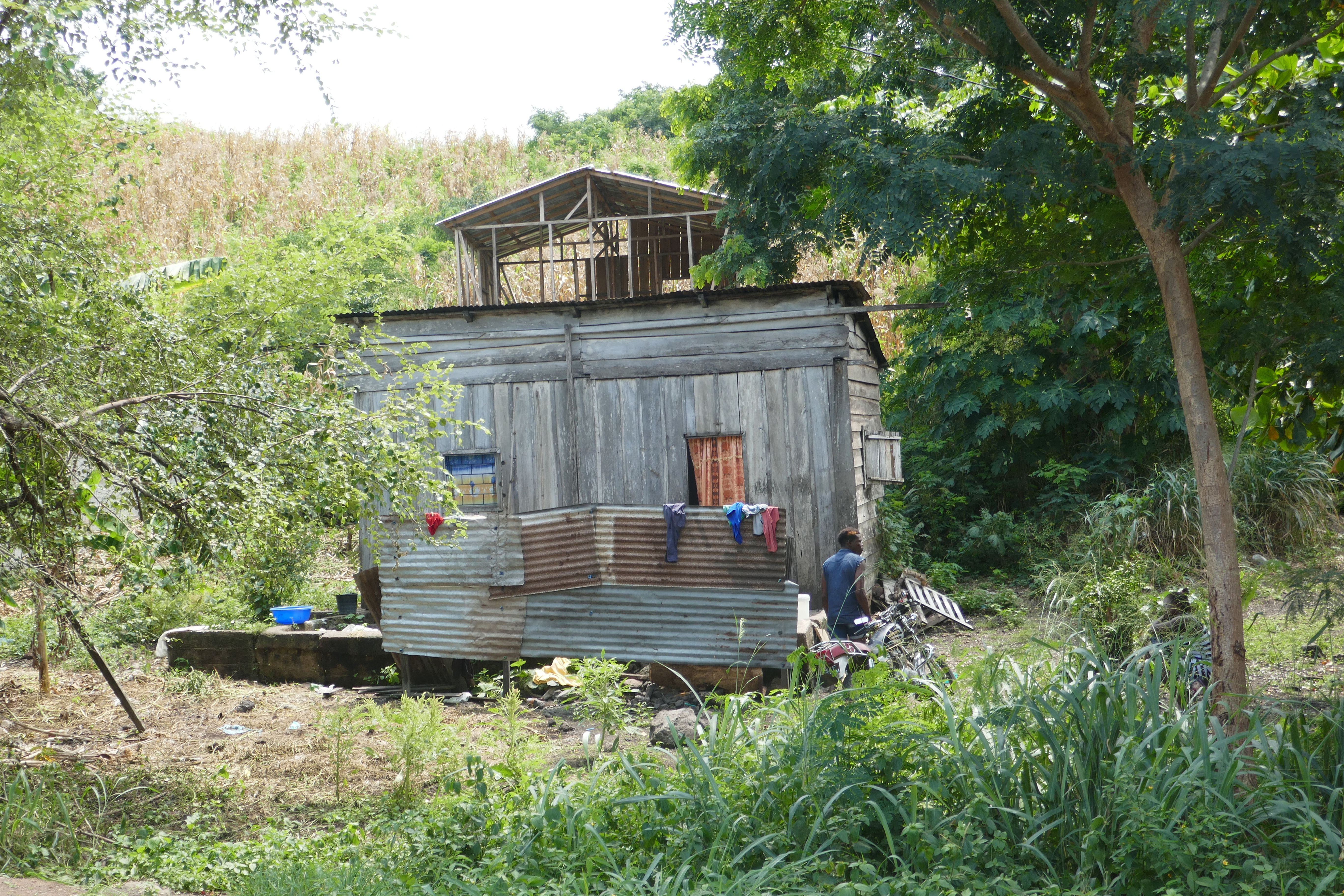
Maison particulière.
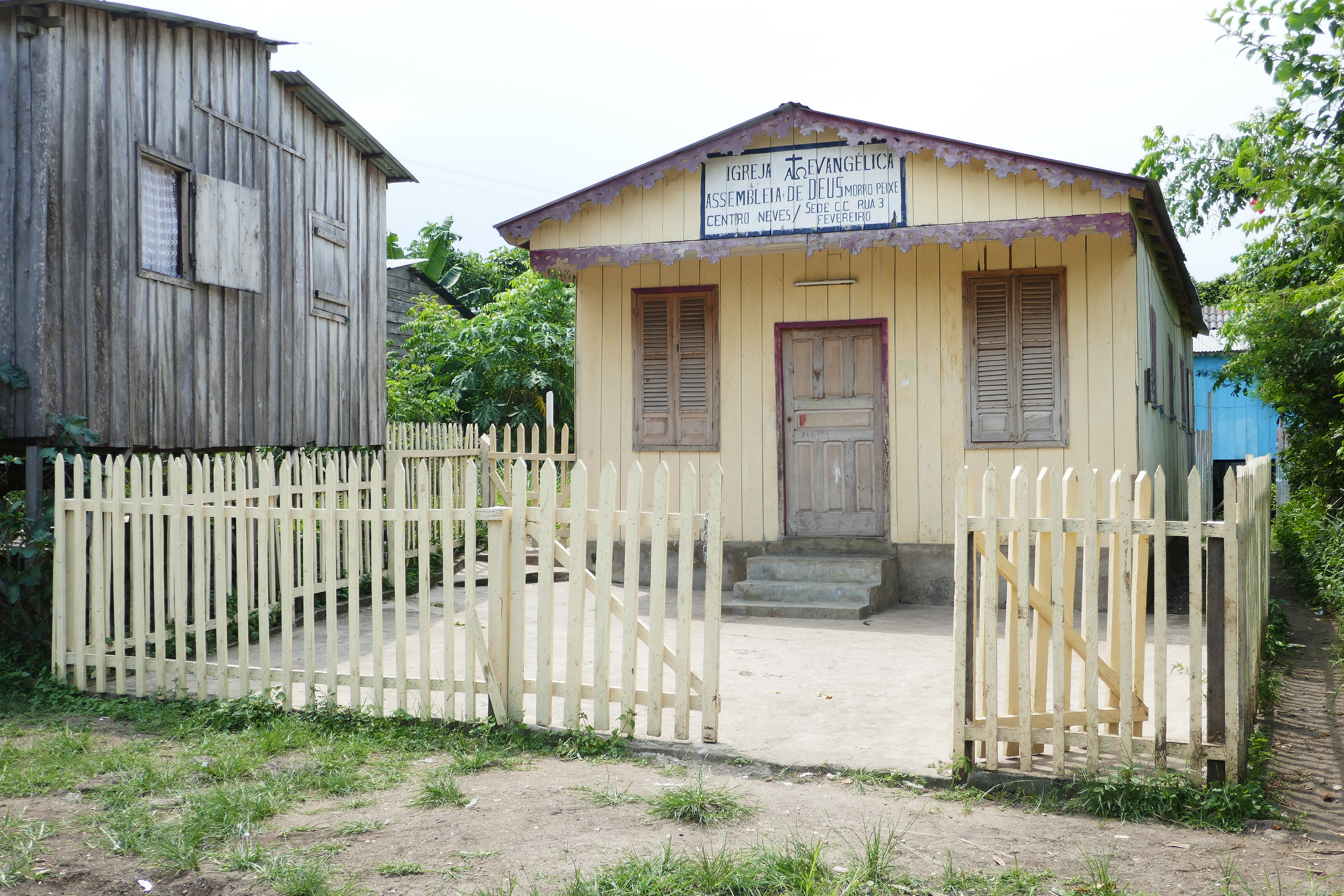
Église évangélique de l'Assemblée de Dieu.

## Tourisme
Une certaine activité touristique pourrait contribuer au développement du village, qui ne manque pas d'atouts. Il est notamment relié à Micoló par une plage de plusieurs kilomètres.
En 2007, à l'aide de fonds canadiens et du Service de coopération et d'action culturelle (SCAC), l'ONG Marapa a mis en place à Morro Peixe un écomusée, la Casa Tatô, une petite structure écotouristique intégrée à un programme de suivi des tortues marines, destinée aux touristes souhaitant observer les pontes.